# Tomasz Kuszczak

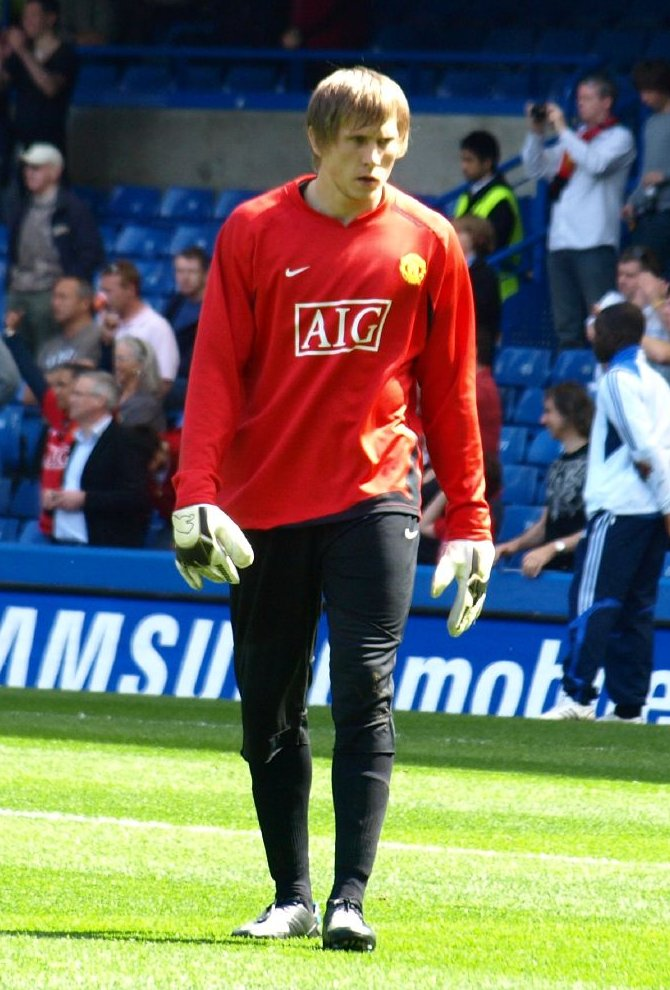
Tomasz Kuszczak

Tomasz Mirosław Kuszczak (pronunție AFI: [ˈtɔmaʃ ˈkuʃtʃak]; n. 25 martie 1982, Krosno Odrzańskie, Polonia) este un fotbalist polonez, care în prezent este portar la clubul Birmingham City din Championship.
Înainte de a ajunge la Manchester United, a jucat în Polonia la Śląsk Wrocław, precum și la cluburile germane KFC Uerdingen 05 și Hertha BSC Berlin, pentru ca în 2004 să fie transferat în Anglia, la West Bromwich Albion. În vara lui 2006 a avut loc transferul său la Manchester United, după ce s-a făcut remarcat în poarta celor de la W.B.A..
Kuszczak a strâns 14 selecții în echipa Sub-21 a Poloniei, și 4 selecții în echipa de seniori.

## Carieră
Kuszczak a semnat cu Hertha Berlin în 2000, petrecând un an în echipa a doua. Din 2001 a început o perioadă de trei sezoane ca a treia opțiune de portar, după Gábor Király și Christian Fiedler, neapucând să joace nici un minut. Hertha nu i-a oferit o prelungire de contract, astfel încât antrenorul de atunci al celor de la West Bromwich Albion, Gary Megson, a reușit să-i obțină semnătura, pe 14 iulie 2004. Kuszczak jucase de pe atunci două meciuri internaționale, debutând pe 11 decembrie 2003 împotriva selecționatei Maltei. A fost un meci în deplasare, câștigat de polonezi cu 4 la 0.
A debutat pentru West Bromwich Albion pe 18 septembrie 2004, într-un meci de Premiership, împotriva celor de la Fulham F.C., meci terminat la egalitate, 1-1. A jucat apoi în Cupa Ligii Angliei, împotriva celor de la Colchester United F.C., pe 21 septembrie 2004, într-un meci pierdut de West Bromwich cu 1-2.
Kuszczak prinsese un singur joc în prima ligă engleză, înainte de confruntarea cu cei de la Manchester United, din sezonul 2004-2005, meci important pentru evitarea retrogradării de către echipa sa. Cu toate acestea, Kuszczak a avut o prestație remarcabilă, deși a intrat după accidentarea titularului Russell Hoult, în prima repriză. West Brom a terminat meciul la egalitate, 1-1, Kuszczak neprimind nici un gol, deși jucase 68 de minute. A fost desemnat atunci Omul Meciului. În ultima etapă a acelui sezon, într-un meci contra celor de la Portsmouth, Kuszczak a impresionat din nou, fiind decisiv în victoria echipei sale cu 2-0, prin care aceasta a reușit să evite retrogradarea.
În sezonul 2005-2006, se presupunea că Tomasz Kuszczak va fi doar rezerva lui Chris Kirkland. Kirkland însă s-a accidentat, și Kuszczak a debutat în acel sezon pe 30 octombrie 2005, dar nu a putut să îi împiedice pe cei de la Newcastle United să câștige cu 3-0. Evoluțiile sale au fost mulțumitoare după aceea, și Kuszczak a devenit prima opțiune pentru postul de portar, în ciuda revenirii lui Kirkland.